# Асмик
Татьяна (Тагуи) Степановна Акопян (арм. Թագուհի Ստեփանոսի Հակոբյան), известная под псевдонимом Асмик (арм. Հասմիկ; 21 марта 1879, Нахичевань — 23 августа 1947, Ереван) — армянская советская актриса, народная артистка Армянской ССР (1935). Герой Труда (1936).

## Биография
С юных лет выступала в различных театральных труппах на родине и в Тифлисе. В 1906 году была приглашена в труппу Армянского драматического общества в Тифлисе, где начала свою профессиональную сценическую деятельность.
С 1920 года — в Армении. Возглавляла труппу народного театра в Дилижане, а с 1921 года была ведущей актрисой театра им. Г. Сундукяна.
С 1926 года — в кино.
Сыграла множество классических ролей в театре и в кино.
Депутат Верховного Совета Армянской ССР I созыва.

## Память

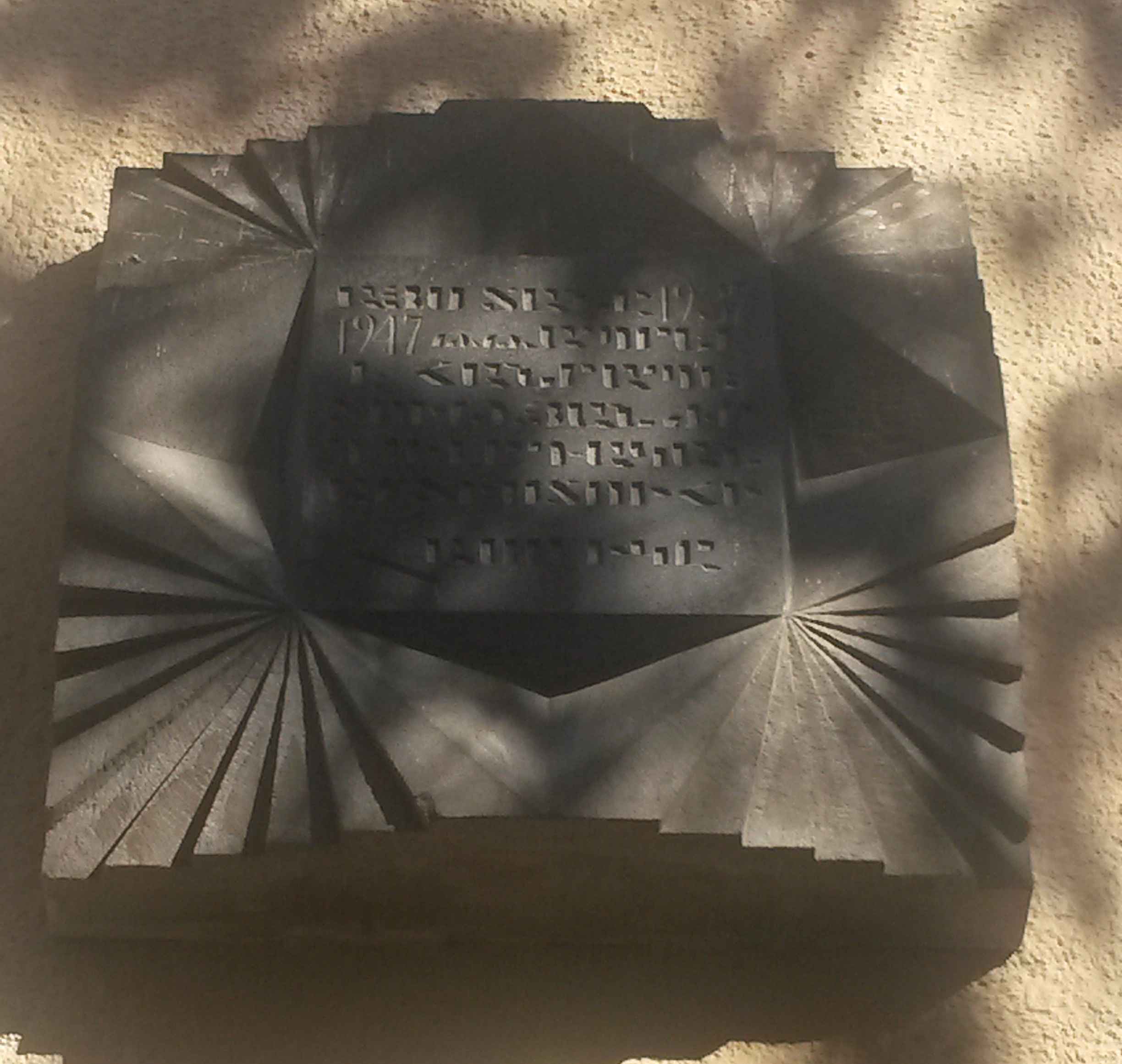
Улица Тпагричнери

Мемориальная доска на улице Тпагричнери, 5.

## Роли в театре
- Шушан («Пепо» Г. Сундукяна)
- Книртье («Гибель „Надежды“» Г. Гейерманса)
- Анна («На заре» А. Гулакяна)
- Любовь Яровая (одноимённая пьеса К. Тренёва)
- Мелания («Егор Булычов и другие» М. Горького)
- Васса Железнова (одноимённая пьеса М. Горького),
- Кабаниха («Гроза» А. Островского)

## Фильмография
- 1925 — Намус — Мариам
- 1927 — Злой дух — Шушан
- 1927 — Раба — Нубар
- 1929 — Гашим
- 1930 — Под чёрным крылом — Мариам
- 1932 — Две ночи — мать Каро
- 1932 — Курды-езиды — Шакэ Юсупова
- 1934 — Гикор — Дэди
- 1935 — Пэпо — Шушан, мать Пэпо
- 1938 — Зангезур — Агюль
- 1939 — Горный марш — Асмик
- 1939 — Люди нашего колхоза — Сона Тати
- 1939 — Севанские рыбаки — Такуи
- 1941 — Семья патриотов (короткометражный) — мать
- 1943 — Давид Бек — Нани

## Награды
- Заслуженная артистка Армянской ССР (25.01.1927)[2].
- Народная артистка Армянской ССР (1935).
- Герой Труда (1936).
- Орден Трудового Красного Знамени (24.11.1945).

## Документальные фильмы
- «Асмик» 1978 г., студия т/ф «Ереван», 18мин. (510м), ч/б. Авт. сцен. К. Калантар, реж. Ф. Амирханян, опер. А. Мовсесян.